# Lista personajelor din Phineas și Ferb

## Personaje principale
- Phineas Flynn
- Ferb Fletcher
- Candace Flynn
- Perry Platypus / Agent P
- Dr. Heinz Doofenshmirtz
- Francis Monogram
- Linda Flynn-Fletcher
- Isabella Garcia-Shapiro
- Caractere secundare
- Baljeet Patel
- Buford Van Stomm
- Jeremy Johnson
- Lawrence Fletcher
- Fireside Girls trupe
- Stacy Hirano
- Vanessa Doofenshmirtz
- Carl

## Personaje minore
- Love Händel
- D-na Johnson
- D-na Doofenshmirtz
- Giant cap de copil
- Dr. Hirano
- Meap
- Viitorul Linda
- Candace viitor (Candace (Flynn-Johnson))
- Amanda, Fred & Xavier (Johnson)
- Vivian Garcia-Shapiro
- Brown Django
- Coltrane
- Jenny
- Pinky
- Norman Omul Robot Giant
- Charlene Doofenshmirtz
- Suzy Johnson
- Clyde Flynn bunicul și bunica Betty Jo Flynn

Fletcher 
- Reginald bunicul și bunica Winifred Fletcher
- Roger Doofenshmirtz
- Irving

## Informații despre personaje
- Phineas Flynn este un amator de distracții reprezentat cu capul triunghiular. Lui îi vin cele mai multe idei în scopul de a elimina plictiseala zilelor de vară. E foarte frumos.
- Ferb Fletcher este fratele vitreg geniu al lui Phineas, punând în practică fiecare plan născocit de Phineas pentru a se distra în zilele plictisitoare de vară. Nu vorbește mult, având o voce cu un aspect britanic fiind de origine engleza. Are cunoștințe de mecanică și electronică.
- Perry este animalul de companie al lui Phineas și Ferb. Este un ornitorinc verde care lucrează la o agenție secretă pentru oprirea răului. Intotdeauna este convococat la o misiune de catre Maiorul Monogram. Este trimis la doctorul Doofenshmirtz pentru a-i opri planurile viclene. Phineas si Ferb nu stiu ca Perry este un geniu si ca ii opreste planurile pentru cucerirea lumii ale lui Doofenshmirtz.
- Candace Flynn este sora adolescentă de 15 ani apoi 16 a lui Phineas și Ferb, incearca mereu sa-i pârască pe frații ei, dare de fiecare dată nu reușește.
- Dr. Heinz Doofenshmirtz altfel Dr. Doofus sau  Doof este un om de știință (de minoritate germană) pasionat de conducerea lumii. Este personajul negativ pe care Perry trebuie să-l învingă. Se dovedeste ca avand probleme psihice din cauza traumelor care le-a avut in copilarie. Intr-un mod cu totul special ii arata lui Perry planurile sale malefice care sunt intotdeaua impiedecate de catre amuzantul si geniul ornitorinc.
- Isabella Garcia-Shapiro (de minoritate spaniolă) este cea mai bună prietenă al lui Phineas și Ferb. Este șefa unei echipe de cercetașe. Îi ajută la nevoie întodeauna pe Phineas și Ferb și este de obicei în locurile unde sunt și ei. Îi place de Phineas, dar acesta nu știe. Ea intră mereu în scenă cu expresia "Ce mai faci?"
- Linda Flynn este mama lui Phineas și Candace, vitrega pentru Ferb. Ea e măritată cu Lawrence Fletcher. A fost o mare cântăreață pop în anii 80.
- Lawrence Fletcher este tatăl vitreg lui Phineas și Candace și tatăl lui Ferb, este un arheolog din Anglia. Își ține toate memoriile și comorile într-o trusă de unelte. Ziua de căsătorie cu Linda Flynn este 15 Iunie.
- Vanessa Doofenshmirtz este o adolesecentă de 15 ani apoi de 16 ani. Este fiica doctorului Doofenshmirtz. Se aseamănă cu Candace încercând să-i spună mamei sale că tatăl ei este un geniu malefic.
- Jeremy Johnson este iubitul interesat de Candace. Lucrează la un local. Coincidentic, lucrează în locuri în care familia Flynn le viziteaza, ca exemplu: în episodul "Candace loses her head" Jeremy s-a întâlnit dintr-o coincidență cu familia Flynn.
- Maiorul Francis Monogramă este șeful lui Perry, îi descrie misiunile cu informații importante pe care le obține. Comunică cu Perry printr-un monitor montat în camera lui supersecretă.
- Stacey este prietena cea mai bună a lui Candace și mai mereu își petrece timpul cu ea. În unele episoade încearcă să o ajute pe Candace prin a îi descoperi planurile celor 2 frați dar ea este fascinată de ceea ce au construit și se implică în joc. Este o fată veselă și naivă.